# 聖保羅地鐵4號線
聖保羅地鐵4號線（葡萄牙語：Linha 4–Amarela）是聖保羅地鐵其中一條路線。起初稱為東南西南線，由索尼亞镇至盧茲，全長 12.8 km。
由於財政困難，因此路線工程分為兩個階段：第一階段在2011年完工，第二階段在2014至2018年間陸續完成，預計在2020年完工。